# L'uomo che sapeva troppo (film 1934)
L'uomo che sapeva troppo (The Man Who Knew Too Much) è un film del 1934 diretto da Alfred Hitchcock, che nel 1956 ne ha realizzato l'omonimo remake.
È considerata la prima spy-story di Hitchcock e anche uno dei suoi primi capolavori.
Nel 1935 è stato indicato tra i migliori film stranieri dell'anno dal National Board of Review of Motion Pictures.

## Trama

Una scena del film

Sankt Moritz, inizio di marzo: una coppia di inglesi, Bob e Jill Lawrence, sono in vacanza con la figlia Betty.
Su un campo da sci è in corso una gara di discesa libera, la folla fa il tifo e applaude. Ma ecco l'imprevisto: dalle braccia di Betty, che è tra gli spettatori, sfugge il cagnolino il quale, ignaro, invade il campo di gara provocando la caduta rovinosa di uno sciatore, Louis Bernard, e scompiglio fra il pubblico. Bob aiuta a rialzarsi un signore impellicciato, dall'aspetto bonario che balbetta qualche parola di ringraziamento, evidentemente poco padrone della lingua: uno straniero, Abbot, forse a Saint Moritz per una convalescenza, accompagnato dall'infermiera Agnes. Sono raggiunti presto dalla ragazzina e dallo sciatore francese. Abbot sembra sorpreso quando incrocia lo sguardo di Louis, come se lo conoscesse, e l'altro ne è turbato. Ma è solo un attimo: il dialogo cordiale riprende e Bob e Louis si scambiano un invito a cena per la sera, che è l'ultima del soggiorno per il francese.
Bob e Betty ritornano in hotel dove si sta svolgendo una gara al tiro al piattello. Si affrontano Jill Lawrence, moglie di Bob e madre di Betty, donna emancipata e anticonformista e che è una tiratrice scelta, e uno sconosciuto imbrillantato, Ramon Levine. La donna, distratta dalla presenza della figlia, sbaglia il colpo e il suo sfidante vince la gara.
La sera in albergo nella sala da pranzo gli ospiti cenano e danzano. Louis corteggia galantemente Jill, lei ne è lusingata e Bob recita la parte del marito geloso e architetta uno scherzo un po' maligno: dalla borsa di Jill estrae un maglione che lei sta sferruzzando come regalo-ricordo per il francese e lega il capo del filo di lana a un bottone della giacca del rivale. Mentre i due ballano, il maglione si disfa e il filo, attorcigliandosi alle gambe dei ballerini, l'intrappola. La scena divertente s'interrompe drammaticamente: Louis è improvvisamente colpito da un proiettile e cade fra le braccia di Jill.
Prima di morire riesce a mormorarle di un biglietto nascosto nel suo pennello da barba, da recapitare al Foreign Office, e le consegna la chiave della sua stanza.
Bob recupera il foglietto contenente un misterioso messaggio: "Wapping G. Barbor prendere contatto A. Hall 21 marzo". Anche Ramon cerca il foglietto. La polizia interroga Jill e Bob, ma proprio durante l'interrogatorio Bob è informato che Betty è stata rapita: i rapitori chiedono il suo silenzio in cambio della vita della ragazzina.
Jill e Bob tornano a Londra e, per salvare la vita della figlia, intraprendono la sua ricerca senza l'appoggio della polizia. Non accettano di collaborare neppure con l'agente Gibson del Ministero degli Esteri, collega di Louis, che lavorava per i servizi segreti inglesi. Louis era sulle tracce di una banda che stava preparando un attentato contro un diplomatico di nome Ropa.
Bob e lo zio di Betty, Clive, seguendo le indicazioni del biglietto misterioso, si recano nella zona di Wapping: il nome George Barbor conduce a uno studio dentistico. Clive ci rimette un dente sano e Bob, che il dentista insospettito tenta di anestetizzare con l'etere, abilmente rovescia le parti e fa respirare l'etere al medico che perde i sensi. Nello studio si sono dati appuntamento Ramon e il suo capo, Abbot: Bob li riconosce e comprende che sono gli autori del rapimento di Betty e dell'omicidio di Louis.
Nella stessa zona di Wapping, Bob e Clive trovano l'insegna di una setta guidata da Abbot, che adora il sole: il biglietto e l'insegna riportano lo stesso disegno. Si infiltrano fra i membri della setta e si trovano di fronte l'infermiera Agnes, Abbot e Ramon. Scoprono che quello è il luogo dove nascondono Betty e che per la sera stessa è previsto l'attentato al diplomatico durante un concerto alla Royal Albert Hall. Sono fatti prigionieri ma, grazie a una spettacolare battaglia di sedie, Clive riesce a fuggire e a comunicare a Jill il luogo dell'attentato e a convincerla a recarvisi. Clive avvisa anche i poliziotti e li conduce presso la sede della setta: ma non solo non sono arrestati i criminali, è Clive a essere accusato di aver turbato la quiete in un luogo di culto.
Jill si reca a teatro. Ramon ha ricevuto da Abbot le istruzioni: deve sparare nel preciso momento in cui la partitura prevede dopo il rullo dei timpani l'unico colpo di piatti perché il fragore del suono coprirà la detonazione. Jill si guarda intorno tesa e angosciata: intravede in un palco vuoto la canna di un revolver e urla in tempo per far fallire il colpo. Il diplomatico è colpito solo di striscio.
La polizia insegue il sicario e assedia l'edificio in cui sono asserragliati Abbot, Agnes, Ramon e i loro aiutanti. Tengono in ostaggio Bob e Ketty. Durante la sparatoria alcuni poliziotti e alcuni membri della banda sono uccisi tra cui l'infermiera Agnes.
Bob, sottrattosi alla sorveglianza dei malviventi, raggiunge Betty e la fa fuggire sul tetto. Ma Ramon li insegue, ferisce Bob e si fa scudo della ragazzina. Un poliziotto appostato nella piazza riceve l'ordine di sparare contro il killer ma non l'esegue temendo di sbagliare il bersaglio. Allora Jill afferra il suo fucile e spara centrando Ramon. Intanto il commissario e i suoi uomini irrompono nel covo e uccidono Abbot, nascosto dietro una porta e tradito dal carillon del suo amato orologio.
L'ultima inquadratura è l'abbraccio di Jill, Bob e Betty, finalmente di nuovo insieme.

## Produzione
Hitchcock comprò i diritti cinematografici per il personaggio di Bulldog Drummond da John Maxwell per 250 sterline, li vendette a Michael Balcon, responsabile della produzione per la Gaumont-British, per 500. Nel 1934 Hitchcock e Charles Bennet che insieme avevano elaborato l'idea per quel soggetto, firmarono un contratto per cinque film con la Gaumont British.

### Soggetto
I biografi di Hithcock affermano che il soggetto del film gli sia stato suggerito dalla lettura di una serie di romanzi polizieschi di Sapper, pseudonimo di Herman Cyril McNeile, e che il protagonista Bulldog Drummond, un agente gentiluomo, abile e freddo, gli abbia ispirato il personaggio chiave de L'uomo che sapeva troppo. Naturalmente Hitchcock riprende solo alcuni tratti del personaggio originale e lo trasforma in un comune cittadino coinvolto suo malgrado in un complotto internazionale. 
Hitchcock aveva già tentato di proporre due anni prima alla British International Pictures un progetto dal titolo Bulldog Drummond's baby o The return of Bulldog Drummond che si rifaceva alla suggestione di quei gialli e in cui compariva la figlia dell'agente, ma aveva ottenuto un rifiuto.

### Cast
Hitchcock chiamò a interpretare nella parte dei due protagonisti ottimi attori del teatro inglese: Edna Best nel ruolo della moglie e Leslie Banks nel ruolo del marito: egli successivamente interpreterà la parte di Joss Merlyn ne La taverna della Giamaica.
Nel ruolo della ragazzina adolescente troviamo l'attrice Nova Pilbeam, allora quattordicenne, che sarà chiamata a recitare la parte della protagonista, quattro anni dopo, nel film Giovane e innocente.
Scelse nella parte di Abbot, a cui darà una maschera indimenticabile, l'attore Peter Lorre che era diventato famoso nel 1931 nel film di Fritz Lang, M - Il mostro di Düsseldorf come interprete di assassino di bambine. L'attore interpreterà una parte importante, il generale, in un altro film di Hitchcock, L'agente segreto.

### Sceneggiatura
Nell'aprile e nel maggio di quell'anno fu preparata la sceneggiatura a opera dello stesso regista e con la collaborazione di Charles Bennett, Alma Reville, Igor Montagu e Angus MacPhail. I dialoghi furono scritti da Edwin Greenwood, A. R. Rawlinson ed Emlyn Williams.

### Riprese
Il film fu girato dal 29 maggio 1934 al 2 agosto 1934 negli stabilimenti della Gaumont-British situati ai Lime Grove Studios, a Stepherd's Bush, vicino a Londra.

### Colonna sonora
Per il film il compositore Arthur Benjamin ha realizzato la Storm Clouds Cantata, eseguita nella scena dello sparo all'interno della Royal Albert Hall: la stessa musica sarà ripresa anche nella versione del 1956.

### La Cantata
Testo originale:
Solista:
There came/ A whispered terror/On the breeze/And the dark forest shook/
Coro femminile:
And on the trembling trees/Came the nameless fear/And panic over took/2v/Each flying creature/Of the wild/
Ritornello cantato dal coro:
And when they all had fled/4v/.
Solista: 
Yet stood the trees/ 3v/Around whose heads/Screaming/The night birds/wheeled and shot away/ 2v/ ripetuto dal coro più volte/
Coro maschile:
Finding release/From that which drove them onward like their prey/Yet stood the trees/ Finding release/ ripetuto più volte/
Coro femminile:
The storm clouds broke/and drowned the dying moon/The storm clouds broke/The storm clouds broke/ripetuto più volte/.
I due cori si alternano e si sovrappongono; conclude la cantata il coro maschile e le due ultime parole Finding release sono cantate intervallate dall'urlo, dal colpo di piatti e dallo sparo.
Il testo tradotto in italiano suona più o meno così:
Giunse un disperato terrore attraverso la brezza/ e la selva oscura si scosse/E sugli alberi tremanti/arrivò la paura senza nome/E il panico raggiunse/ogni creatura volante/della natura selvaggia/E quando tutti erano fuggiti/gli alberi resistettero in piedi/Attorno alle loro chiome/urlavano/gli uccelli notturni/che con ampi giri scappavano lontano/cercando scampo/dalla tempesta che li inseguiva come prede/Le nubi cariche d'acqua/ si squarciarono/e la luna morì annegata/.

### Hitchcock racconta
La storia nacque nella fantasia di Hitchcock sulle nevi di Sankt Moritz: era stato lì che lui e la moglie Alma avevano trascorso la luna di miele. La luminosità delle discese innevate gli faceva sentire un profondo contrasto col ricordo delle strade congestionate di Londra e su questo contrasto determinante è giocato il film.
Nel finale la sparatoria della polizia s'ispira a un fatto di cronaca vero risalente al 1910, conosciuto come l'assedio di Sidney Street. Degli anarchici russi si erano rinchiusi in un edificio ed erano armati. La polizia londinese, tradizionalmente disarmata, aveva chiesto l'intervento dell'esercito e dell'artiglieria. Churchill stesso, allora capo della polizia, era accorso sul posto a sorvegliare le operazioni. Hitchcock racconta che aveva avuto noie con la censura perché non era consentito mettere armi nelle mani dei poliziotti. Aggirò l'ostacolo mostrando l'arrivo di una camionetta che distribuisce fucili.

### Temi
Il film ruota attorno a uno dei temi preferiti di Hitchcock: un personaggio comune è per caso coinvolto in un affare di spionaggio internazionale e per uscirne è costretto a investigare personalmente e a ricorrere a tutte le sue risorse. Parecchi altri film svilupperanno ancora questo tema, per esempio Il club dei trentanove, Sabotatori, Intrigo internazionale.
Il regista in tutto il film mescola abilmente umorismo, suspense, azione. Si veda in particolare l'analisi della sequenza dal dentista.

### Suspense
Meritatamente celebre per la costruzione della suspense è la sequenza del concerto durante il quale dovrebbe compiersi l'attentato contro l'ambasciatore. Le spie hanno già provato l'attentato "a freddo" ascoltando più volte la cantata da un grammofono, interrompendo il disco al colpo dei piatti. Durante il concerto tutti i personaggi sono al loro posto e lo spettatore, già informato, attende con angoscia crescente che il suonatore impassibile usi il suo strumento: questo condizionamento del pubblico è la base essenziale per la creazione della suspense.

### Ruolo femminile
Molto originale in questo film è il ruolo affidato alla donna.
Lo studioso Gian Piero Brunetta afferma:
"Limitatamente a un certo tipo di figure di donna in un dato periodo della sua attività, Hitchcock pare sostenere che non solo "la femme a pour role de secourir l'homme" (la donna ha il ruolo di soccorrere l'uomo), ma anche che da lei può dipendere l'esito di una vicenda, oltre che dalla capacità maschile. Tipico esempio è quello della figura di Jill Lawrence, la madre che s'incarica di abbattere, con un colpo di carabina, la spia che, sul tetto della casa assediata, cerca di buttare giù sua figlia presa in ostaggio." e ancora "Nel caso di L'uomo che sapeva troppo il capovolgimento delle funzioni uomo-donna, con la soluzione affidata alla donna, nel caso specifico ottima tiratrice di carabina, ha il compito di aumentare l'intensità drammatica non solo per il dubbio sull'esito dell'azione, ma per il fatto che la donna, madre della bambina, non è in condizioni ideali di freddezza per colpire la spia."

### Confronto con la versione del 1956
Hitchcock dichiarò a François Truffaut che "...la prima versione è stata fatta da un dilettante di talento, mentre la seconda da un professionista."
Si possono individuare alcune principali differenze: 
- la lunghezza (75 minuti il primo, 120 minuti il secondo: da ciò consegue concisione e straordinaria efficacia drammatica nel primo, ricchezza analitica e dilatazione dei tempi della celebre sequenza dell'Albert Hall, arricchimento di dettagli e situazioni nuove nella seconda;
- il bianco e nero della prima è tutto giocato sui contrasti luce-buio, la neve candida di Saint Moritz e gli oscuri e angusti interni di Londra; il Technicolor nel secondo ha i colori accesi e smaglianti del Marocco, la vivacità policroma della folla e del mercato, le geometrie silenziose delle vuote vie di Londra, l'eleganza e il lusso dello spettacolo e del teatro;
- nel primo c'è una famiglia inglese, marito e moglie che appartengono all'alta borghesia, non si sa se abbiano una professione o vivano di rendita, sono molto raffinati e anticonformisti, la loro figlia è un'adolescente; nel secondo c'è una famiglia americana, lui è medico, lei una famosa cantante che per la famiglia ha interrotto una promettente carriera, il figlio è ancora un bambino;
- le spie: nel primo è Abbot, la mente della banda, e i primi piani del suo volto sfregiato da una cicatrice risultano estremamente espressivi a livello visivo e ne fanno una maschera ambigua e inquietante; nel secondo abbiamo una coppia di criminali, marito e moglie all'apparenza molto rispettabili ma la donna in extremis si riscatterà, impietosendosi per la sorte del bambino e collaborando alla sua liberazione;
- episodi presenti solo nel primo: la vacanza a Saint Moritz, lo studio dentistico, la "seggiolata" nella sede della setta, la sparatoria, il ruolo risolutorio della madre tiratrice scelta;
- episodi presenti solo nel secondo: la vacanza a Marrakesh, il negozio di animali impagliati, la canzone Que sera, sera cantata dalla madre, la presenza e il ruolo attivo di entrambi i genitori alla Royal Albert Hall.

## Distribuzione
La prima si ebbe il 14 febbraio 1935.

### Accoglienza
Il film fu un grande successo di critica e di pubblico in Inghilterra ma anche in America. Nelle prime recensioni fu definito "uno splendido melodramma" , "un film di grande tensione e profonda umanità".